# Naturhistorische Zentralbibliothek Dresden

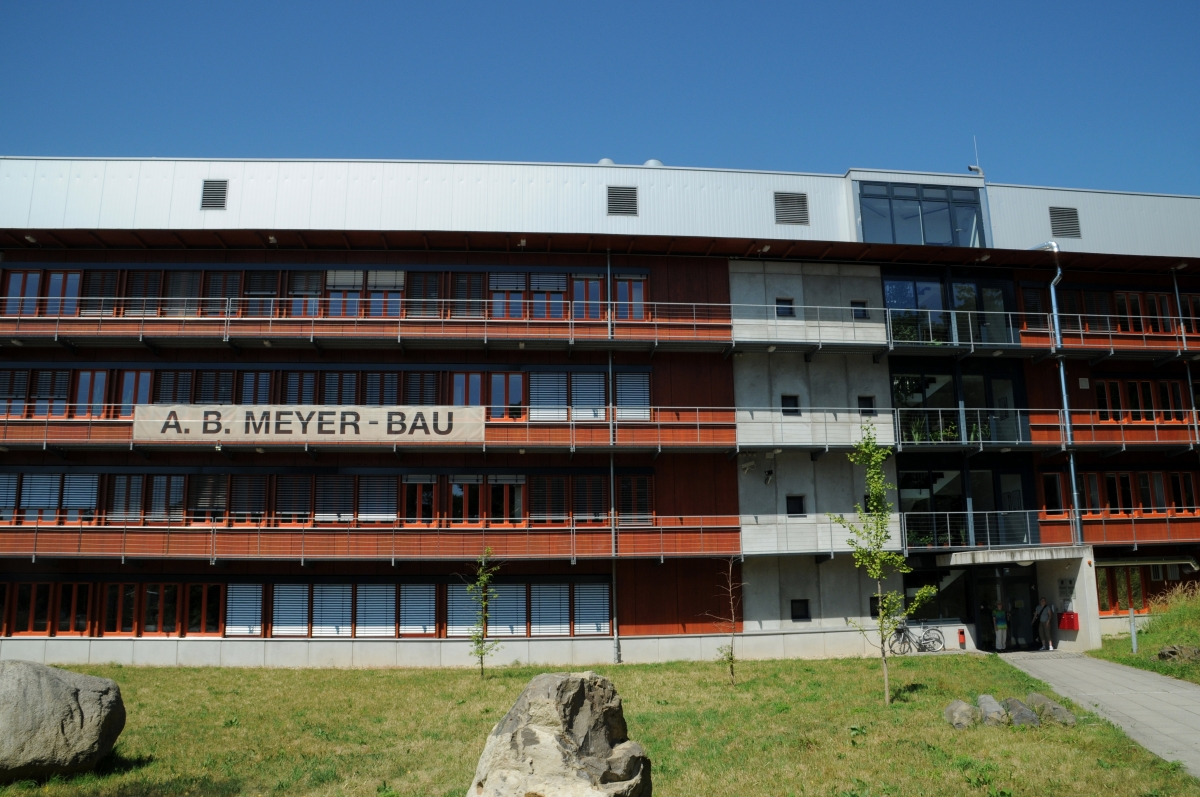
Naturhistorische Zentralbibliothek Dresden befindet sich im Adolf-Bernhard-Meyer-Bau (Königsbrücker Landstraße 159)

Die Naturhistorische Zentralbibliothek in Dresden ist eine Fachbibliothek mit den Schwerpunkten Mineralogie, Geologie und Zoologie. Sie gehört zu den Senckenberg Naturhistorischen Sammlungen Dresden und ist nach der Sächsischen Landesbibliothek – Staats- und Universitätsbibliothek Dresden die zweitgrößte staatliche Bücherei der Stadt.
Die Zentralbibliothek umfasst mehr als 110.000 Monographien und Zeitschriftenreihen aus den genannten Fachgebieten und wird daher zu den wichtigsten Spezialbibliotheken ihrer Art im Bundesgebiet gezählt.
Sie ging aus den Bibliotheken zweier Dresdner Museen hervor. Im Jahre 1999 hatten das Museum für Tierkunde Dresden und das Museum für Mineralogie und Geologie Dresden ein gemeinsames neues Depot- und Verwaltungsgebäude in dem nördlichen Dresdner Stadtteil Klotzsche bezogen. Dieser sogenannte Adolf-Bernhard-Meyer-Bau, benannt nach einem ehemaligen Direktor des Tierkundemuseums, beherbergt seither in seinem ersten Stockwerk auch gemeinsame Räume für beide Museumsbibliotheken. Nachdem am 5. Juni 2000 ein Statut zur Wiedergründung der Naturhistorischen Sammlungen unterzeichnet worden war, schlossen sich zum 1. Juli 2000 auch die Bibliotheken zusammen und gehören heute mit den Naturhistorischen Sammlungen zur Senckenberg Gesellschaft für Naturforschung in Frankfurt am Main.
Heute besteht die Bibliothek aus den beiden Abteilungen Mineralogie und Geologie sowie Zoologie. Sie befindet sich an der Königsbrücker Landstraße 159 und ist an drei Tagen wöchentlich geöffnet.